# Serhij Krawzow
Serhij Krawzow (ukrainisch Сергій Тарасович Кравцов; * 15. Februar 1948 in Charkiw) ist ein ehemaliger sowjetischer Radrennfahrer und nationaler Meister im Radsport.

## Sportliche Laufbahn
Krawzow war 1968 Teilnehmer der Olympischen Sommerspiele in Mexiko-Stadt. Beim Sieg von Pierre Trentin wurde er auf dem 8. Platz im 1000-Meter-Zeitfahren klassiert. Auch 1972 und 1976 nahm er im Sprint an den Spielen teil.
1970 gewann er den Titel im 1000-Meter-Zeitfahren bei den sowjetischen Meisterschaften. 1974 wurde er nationaler Meister im Sprint. Bei den UCI-Bahn-Weltmeisterschaften 1971 wurde er hinter Daniel Morelon Vize-Weltmeister im Sprint der Amateure. Auch 1974 gewann er die Silbermedaille, dieses Mal hinter Anton Tkáč. In jenem Jahr gewann er den Grand Prix Kopenhagen im Sprint.
Zweimal, 1973 und 1974 gewann er den Großen Preis der DDR im Bahnsprint.